# Gmina zbiorowa Hollenstedt
Gmina zbiorowa Hollenstedt (niem. Samtgemeinde Hollenstedt) - gmina zbiorowa położona w niemieckim kraju związkowym Dolna Saksonia, w powiecie Harburg. Siedziba administracji gminy zbiorowej znajduje się w miejscowości Hollenstedt.

## Położenie geograficzne
Gmina zbiorowa Hollenstedt jest położona na zachodzie powiatu Harburg ok. 30 km na południowy zachód od Hamburga. 
Jest jednocześnie północno-zachodnią granicą powiatu Harburg z powiatem Stade. Od północnego wschodu graniczy z gminą Neu Wulmstorf, od wschodu z miastem Buchholz in der Nordheide i od południa z gminą zbiorową Tostedt.
Przez środek gminy płynie rzeczka Este z południa na północ przez Hollenstedt i Moisburg w kierunku Buxtehude.

## Podział administracyjny
Gminy należące do gminy zbiorowej Hollenstedt:
1. Appel
2. Drestedt
3. Halvesbostel
4. Hollenstedt
5. Moisburg
6. Regesbostel
7. Wenzendorf

## Współpraca
- Wińsko, Polska